# Bremer Bay
Bremer Bay (Baia di Bremer) è una città costiera situata nella regione meridionale della Great Southern dell'Australia Occidentale tra Albany e Esperance, nella foce del fiume Bremer. 
Bremer Bay è distante 515 km da Perth, e a 180 km a est da  Albany.. Nel 2016 la città aveva una popolazione di 231 abitanti.. Tra il giorno di Natale e Capodanno la popolazione arriva a 6 500 abitanti.
Bremer Bay è rinomata per le sue spiagge; La spiaggia principale è a soli 10 minuti di cammino dal paese.
Il porticciolo di Fishery Beach offre delle strutture per la navigazione 
Il mare è una riserva marina protetta col nome di: Bremer Marine Park (Parco marino di Bremer). 
L'elettricità è generata da un sistema ibrido-diesel-eolico.
Il nome della baia deriva da John Septimus Roe,che visità l'area nel 1831, dopo Sir James Bremer, capitano della nave HMS Tamar, dove servì come colonnello dal 1824 al 1827
L'area ebbe il suo primo insediamento nel 1850 col nome di Wellstead, per la creazione dell'omonima fattoria nata nel 1857 e della prima stazione telegrafica del 1875. Fu creata una seconda stazione telegrafica nel 1896 per sostituire la prima.
Nel 1951, ci fu una petizione locale per ribattezzare la città Bremer Bay che fu approvatto in gazzetta nel 1962.
Nel 2012, la città fu minacciata da un incendio durato 5 giorni che bruciò 10.000 acri di terreno richiedendo 120 vigili del fuoco